# Culver, Kansas
Culver är en ort i Ottawa County i Kansas. Vid 2010 års folkräkning hade Culver 121 invånare.